# Mission to Moscow
Mission to Moscow (Brasil: Missão em Moscou / Portugal: Missão em Moscovo) é um filme estadunidense de 1943, do gênero drama, dirigido por Michael Curtiz.

## Sinopse
O filme narra as impressões do embaixador Davies da União Soviética, seus encontros com Stalin, e sua opinião geral sobre a União Soviética e os seus laços com os Estados Unidos.

## Elenco
- Walter Huston ...  embaixador Joseph E. Davies
- Ann Harding   ...  senhora Marjorie Davies
- Oskar Homolka ...  Maxim Litvinov, o ministro dos Negócios Estrangeiros
- George Tobias ...  Freddie
- Gene Lockhart ...  Premier Molotov
- Edmund Cobb ...    Heckler (não creditado)
- Pat O'Malley[2] ... Irlando-americano (não creditado)
- Cyd Charisse ... Galina Ulanova (não creditada)

## Principais prêmios e indicações
Oscar 1944 (EUA)
- Indicado na categoria de Melhor Cenário.